# ولي عهد رأس الخيمة

علم رأس الخيمة

هذه قائمة أولياء عهود إمارة رأس الخيمة:
| التسلسل | الاسم                      | بداية فترة عهده | نهاية فترة عهده | الملاحظات             |
| ------- | -------------------------- | --------------- | --------------- | --------------------- |
| 1       | الشيخ خالد بن صقر القاسمي  | 1958            | 14 يونيو 2003   | ولد عام 1943          |
| 2       | الشيخ سعود بن صقر القاسمي  | 14 يونيو 2003   | 27 أكتوبر 2010  | ولد في 10 فبراير 1956 |
| 3       | الشيخ محمد بن سعود القاسمي | 6 ديسمبر 2010   | حتى الآن        | ولد في 9 فبراير 1987  |